# Filmformat

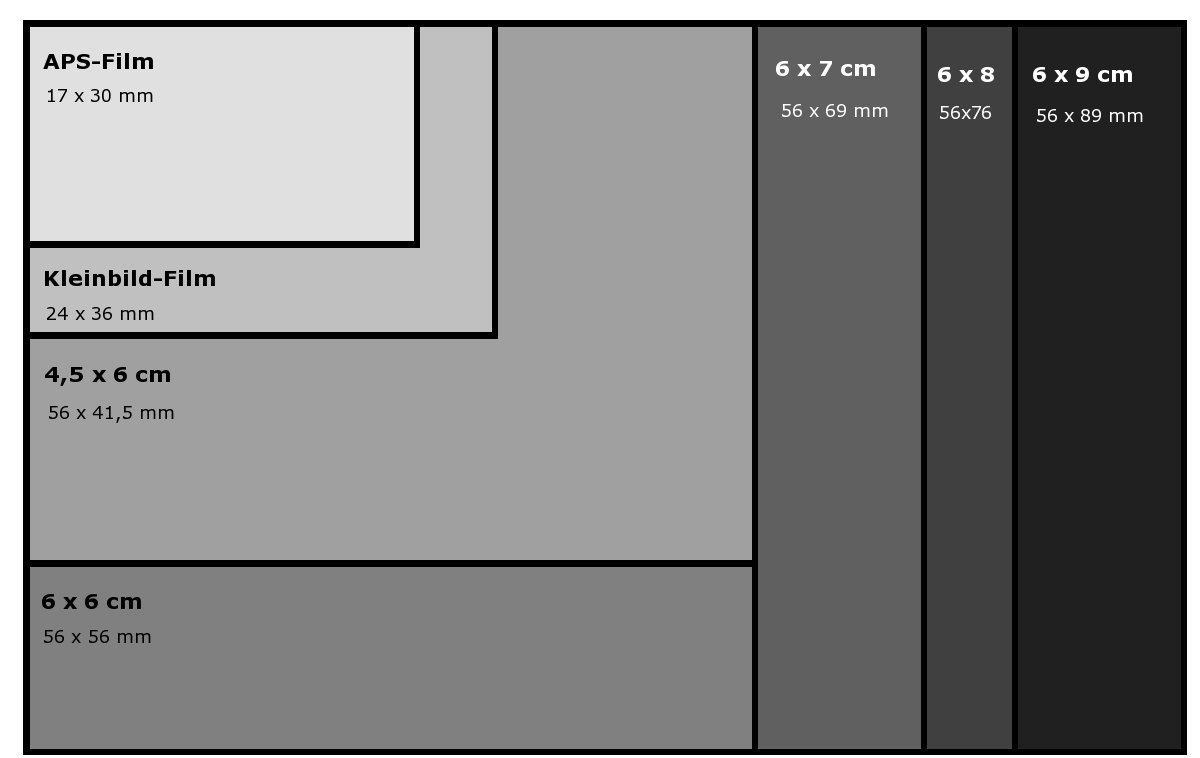
Jämförelse mellan olika filmformat: APS-, småbild och mellanformat.

Fotografisk film består av ljuskänsligt material som används inom fotografi eller film och finns i många olika filmformat. 120-film och 127-film kallas även rullfilm.

## Vanliga filmformat till fotografi

### 35 mm
Detta är den vanligaste filmen till systemkameror, pocketkameror/kompaktkameror och engångskameror. Formatet kallas ibland för småbildsformat eller 135-film. Filmen har en bredd av 35 mm, med perforering längs båda kanterna. Hålen är perforerade med ett avstånd av 4,23 mm. Negativet ger ett bildmått på 24 × 36 mm.
Halvformatskameror som till exempel Canon Dial använder samma film men med en hälften så stor bild. På motsvarande rulle film kan man alltså få ut dubbelt så många bilder som med småbildsformatet.

### 120-film

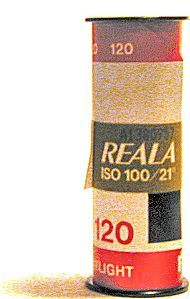
120-rullfilm.

120-film är en mellanformatsfilm som ger 8 bilder i formatet 6 × 9 cm, 12 kvadratiska bilder (6 × 6 cm) (Hasselbladskameran), 16 bilder i formatet 4,5 × 6 cm, eller annat beroende på kamera.
Denna film introducerades av Kodak år 1901 som film till Brownie No. 2. Till Brownie No. 1 hade 117-filmen presenterats året innan. Filmbredden är densamma, men 120-filmen är 72 centimeter lång och medger dubbelt så många bilder. Spolarna skiljer sig åt mellan 117 och 120, så 120-film kan inte användas i kameror för 117-film, men tvärtom går bra. Namnet "120" kommer sig av Kodaks system att namnge sina filmformat med nummer, och har således inget att göra med filmbredden. Andra tillverkare kallade formatet för "B2" eller "6×9-film".
Filmen är tejpad på en pappersremsa som skyddar mot ljus och upprullad på en spole. Skyddspapperet har numrering för bildrutor på baksidan, vilket medger användning i kameror med rödfönster på bakstycket istället för mekaniskt räkneverk. I början fanns bara märkningar för formatet 6 × 9, men detta utvidgades till att gälla även nedanstående format. Allteftersom filmen matas fram i kameran spolas den upp på en mottagande rulle, och när hela filmen är exponerad lindas de sista varven av skyddspapperet runt den mottagande spolen med hjälp av kamerans frammatning.
220-filmen introducerades 1965. Den har samma bredd som 120-filmen men längden är den dubbla jämfört med 120-film, och ger således dubbelt så många bildrutor. Många kameror för mellanformat kan ta både 120- och 220-film, men långt ifrån alla. Den pappersremsa som skyddar filmen mot ljus är på 220-film påtejpad endast i början och slutet av filmen, medan 120-film har papper bakom hela filmen. Detta gör att man med 220-formatet får plats med dubbelt så mycket film på lika tjocka spolar. Eftersom filmen utan papper är mycket tunnare än film med papper bakom måste emellertid kameran ställas om för den nya tjockleken för att inte bilderna ska bli oskarpa. Kameror med rött indikeringsfönster för antalet exponeringar kan heller inte användas.

### Storformat
Bladfilm har standardiserats till måtten 102×127 mm (4×5 tum) och 203×254 mm (8×10 tum). Tidigare fanns 'quarter-plate' (3,25×4,25 tum), 'half-plate' (4,75×6,5 tum) och 'wholeplate' (6,5×8,5 tum), samt även (sällsynt) 5×7 tum.
Bladfilm ansågs först som ett sämre alternativ till glasplåtar. Men nya måttstabila material som till exempel polyester, har gjort att glasplåtar bara används för mycket speciella förhållanden. Glasplåtar 18×24 cm, finns hos studiokameror för proffsbruk och äldre kameror som laddas med glasplåtar.

## Utgångna filmformat

### 620-film
År 1931 introducerade Kodak 620-film som ett alternativ till 120-filmen. Skillnaden är att 620-filmen har en tunnare spole, med den fördelen att kameror kan göras tunnare. Det är enda skillnaden mellan 620- och 120-film, då själva filmens längd och bredd är densamma. Kodak lade ned tillverkningen av 620-film 1995.

### 127-film
Filmformatet 127 finns ej längre i handeln. Det är en 4 cm bred rullfilm som lanserades 1912 av Kodak och som huvudsakligen användes i enkla kameror av typen "Box". Filmen kunde även användas i den tvåögda spegelreflexkameran "Babyflex" från tyska Rollei. Filmformatet hade sin blomstringstid på 1930-talet.

### APS-film
APS-film eller Advanced Photo System gav fotografen möjlighet att välja tre olika format: C (classic) sidförhållande 3:2, H (high-definition) sidförhållande 16:9 eller P (panorama) sidförhållande 3:1. När man valde formatet visades i sökaren en ljusram som gav information om vad som skulle komma med. Hela negativrutan 13x17 mm exponerades dock. På APS-filmen fanns ett magnetskikt som sparade det valda formatet som information vid den senare bildframställningen. Kassetten var kodad för filmens känslighet. Efter att fotografierna framställts returnerades kassetten med filmen. APS-systemet var avsett att för amatörer ge goda fotografier i begränsad förstoringsgrad. Kassetten, som är mindre än en kassett för 35 mm film, har på kortsidan ett system som visar om kassetten har 1) oexponerad film, 2) delvis exponerad film, 3) exponerad med inte framkallad film samt 4) framkallad film. Fuji och Kodak slutade med tillverkningen av APS-film 2011.

### Agfa Rapid
1964 introducerade Agfa Rapidfilmen, som ett svar på Kodaks Instamatic. Själva filmen var vanlig 35 mm film, vanligaste formatet var 24x24 mm. Rapid-patronen hade ingen spole. Filmfliken, som sticker ut som den på 35 mm film, skars rakt av och var speciellt präglad för att med hjälp av vridning på ett tillförlitligt sätt kunna träs in i den mottagande patronen. Detta var reservkassetten från den senaste filmen eller en tom kassett som följde med kameran. Efter att ha satt i filmen och stängt den bakre luckan, lindade sig filmen bild för bild in i den tomma kassetten under filmtransporten.

### 126-film
Instamatikkameran kom 1963. Den använde en särskild filmkassetten som gav ett kvadratiskt negativformat 28×28 mm varav effektiv bildyta var ca 26,5×26,5 mm. Bredden på filmen är samma som för 135-film, men instamaticfilm känns igen på, förutom de kvadratiska bilderna, att filmerna är perforerade bara i sin ena kant och bara med ett hål per bildruta.

### 110-film
110-film var ett patronbaserat filmformat som introducerades av Kodak 1972. I huvudsak är det en miniatyrversion av det tidigare 126-formatet. Bildytan är 13×17 mm. Filmen är operforerad, men med ett registerhål per bild.
Filmen låg i en plastkassett. Bakom filmen fanns en pappersremsa på vilken bildnummer och filmtyp är tryckt och detta syntes genom ett fönster på baksidan av kassetten. Filmen behövde inte spolas tillbaka och var enkel att ladda och ta ur kameran. Den var förexponerad med bildnummer och linjer, avsikten var att göra det lättare för kopisten att ta fram kopior. 
Till skillnad från senare konkurrerande format, som disc- och APS-film, returnerades framkallade 110-filmer i remsor, utan originalkassetten. Både Kodak och Fuju har upphört med tillverkningen. Film från annan tillverkare finns dock för så kallad Lomografi.

### Disc-film
Disc-kamera lanserades 1982 av Kodak. I stället för vanlig film på spole hade kameran en skiva av samma material som vanlig färgfilm. Filmen var gjord i form av en platt skiva som var inlagd i en plastkassett. Varje skiva hade femton exponeringar på 10×8 mm, placerade längs skivans periferi. Skivan roterades 24° mellan på varandra följande bilder.
Systemet gav kompakta och lätta kameror, men fordrade hög teknologi när det gällde kvaliteten på kamerorna och dess automatfunktioner, objektiven, filmen och kopieringsprocessen.
Filmen slutade tillverkas den 31 december 1999 av Kodak.

### Mindre format
Mindre kameror har funnits för olika filmformat, vanligt har varit att använda 16 eller 9,5 mm smalfilm med negativformat 11x17 mm eller mindre.

## Vanliga filmformat till video och film

### Fotografisk film för rörliga bilder
- 8 mm
- 16 mm
- 35 mm
- 70 mm

### Videoband för rörliga bilder

#### Analog lagring av bild
- A-track
- vhs
- S-vhs
- S-vhs-c
- Video 8
- Hi-8
- U-matic
- Betamax
- Beta SP
- Philips VCR
- Video 2000

#### Digital lagring av bild
- Mini DV
- DV Cam
- DV
- DVCpro
- DVCpro 50
- DVCpro HD
- DigiBeta
- P2
- HDD
- Secure Digital
- Memory Stick
- CompactFlash
- DVD

## Bilder

Filmformat
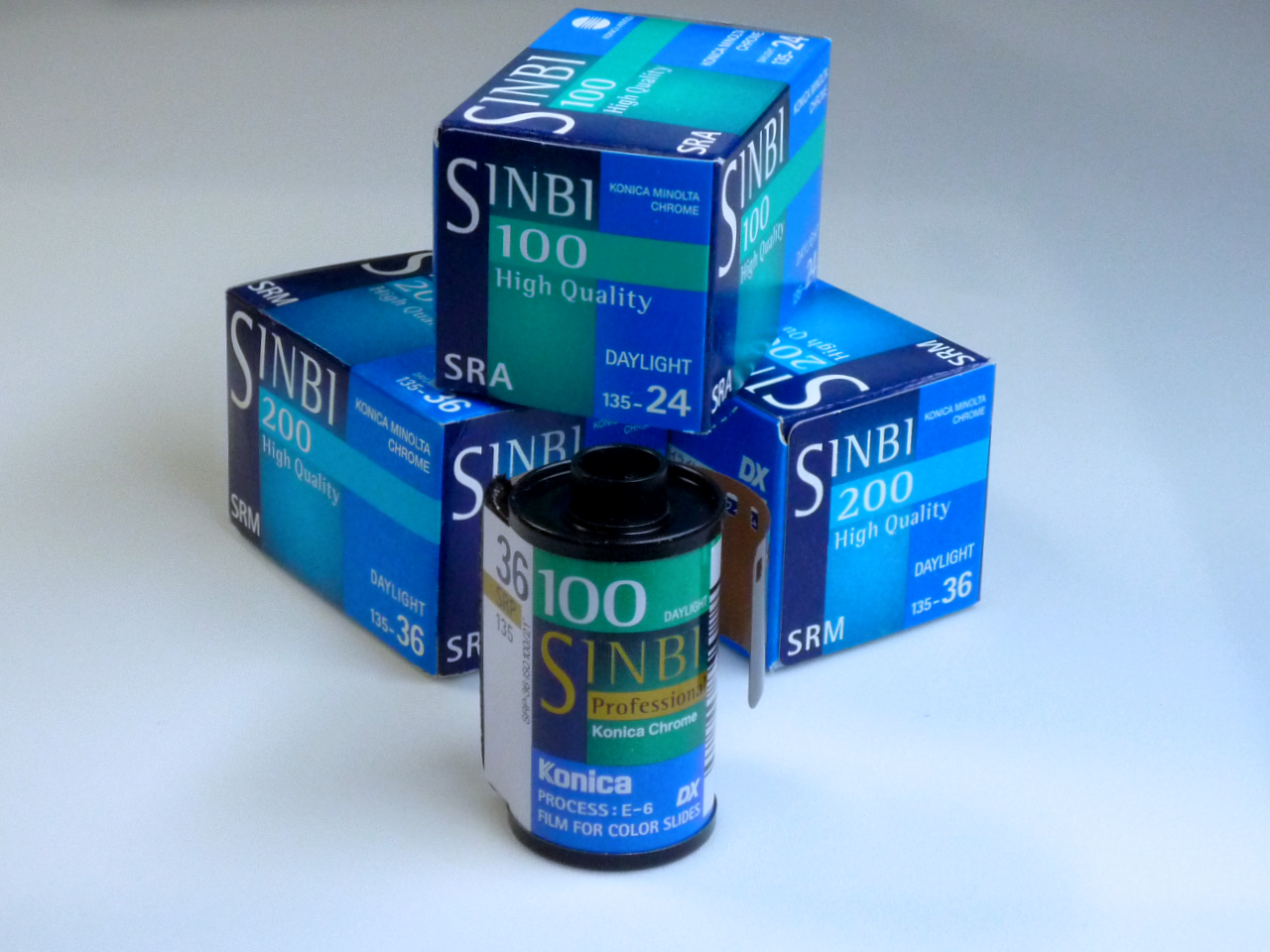
35-mm-filmrulle från Konica Minolta.
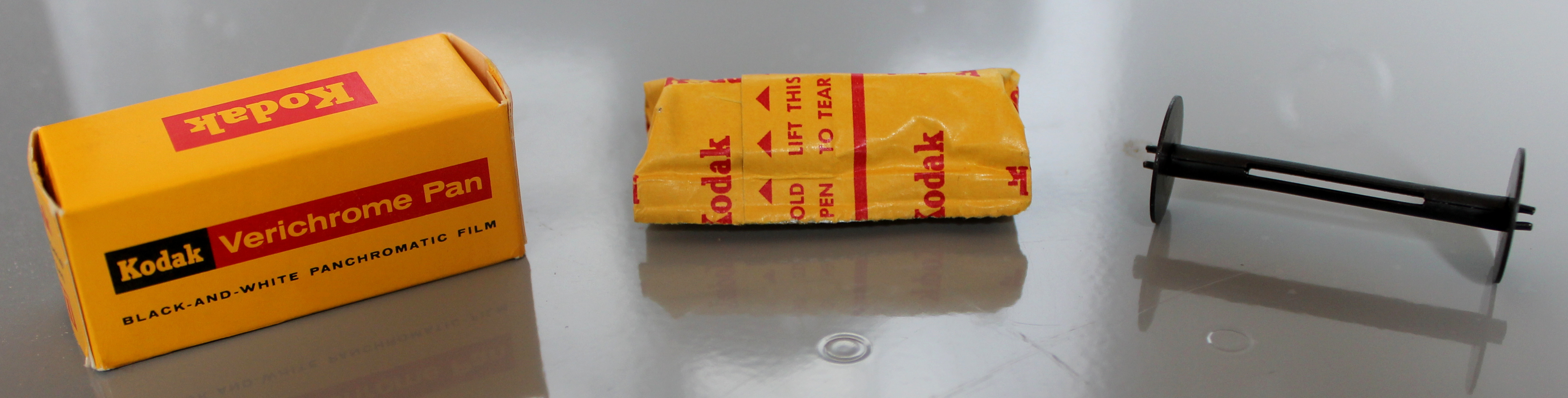
Kodak Verichrome 127-film
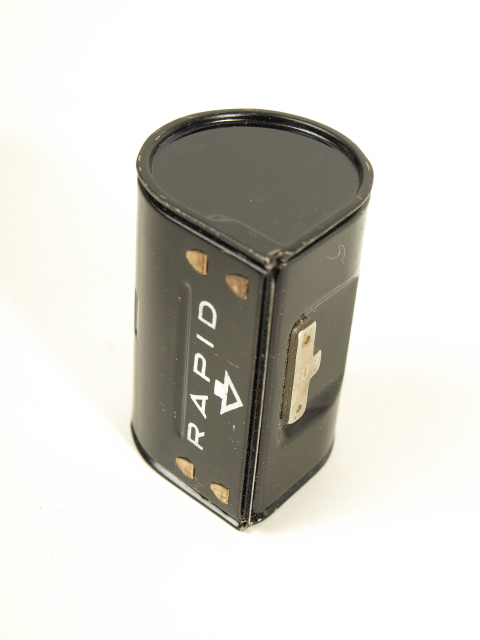
Agfa Rapid-filmrulle
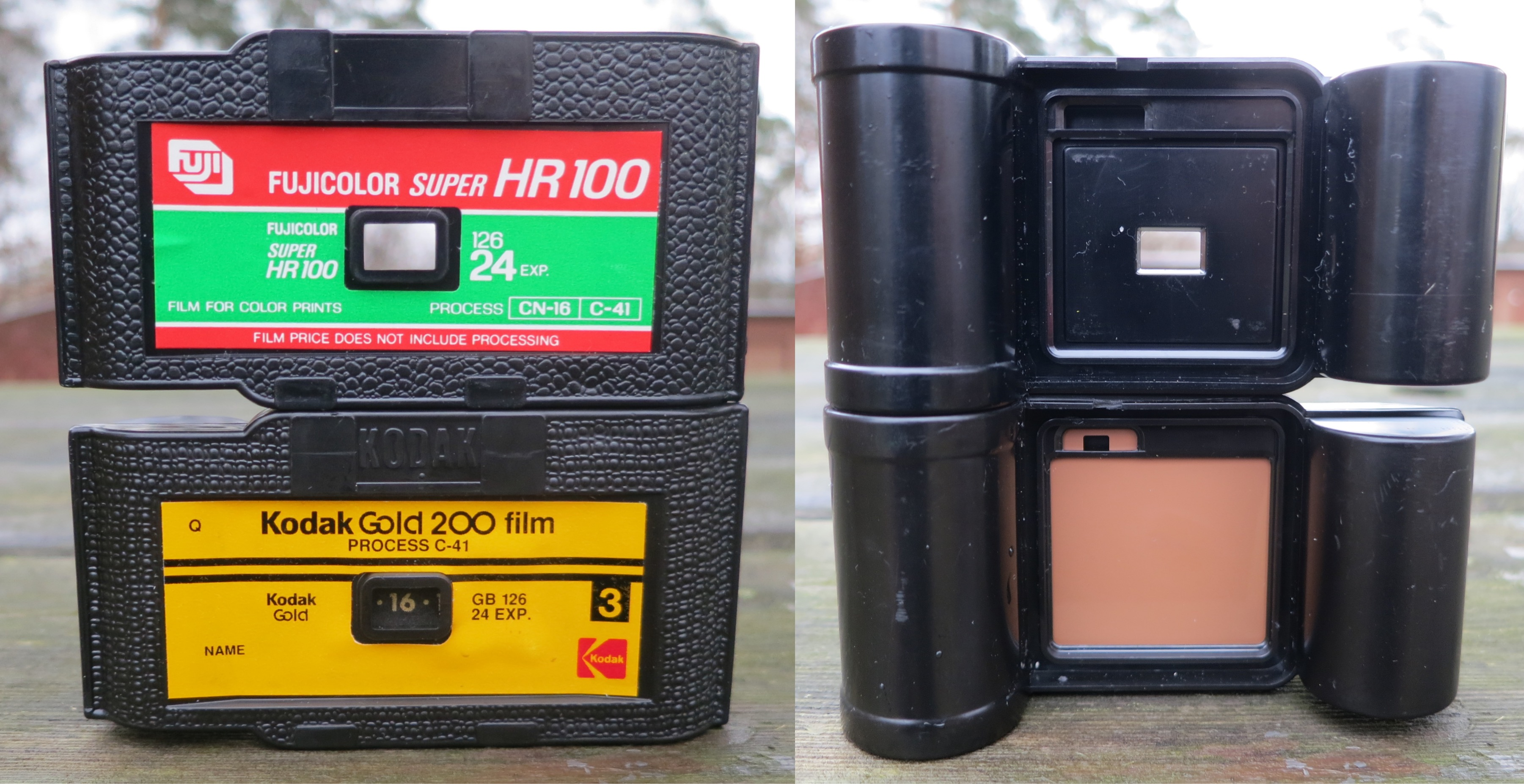
126-film från Fujicolor och Kodak
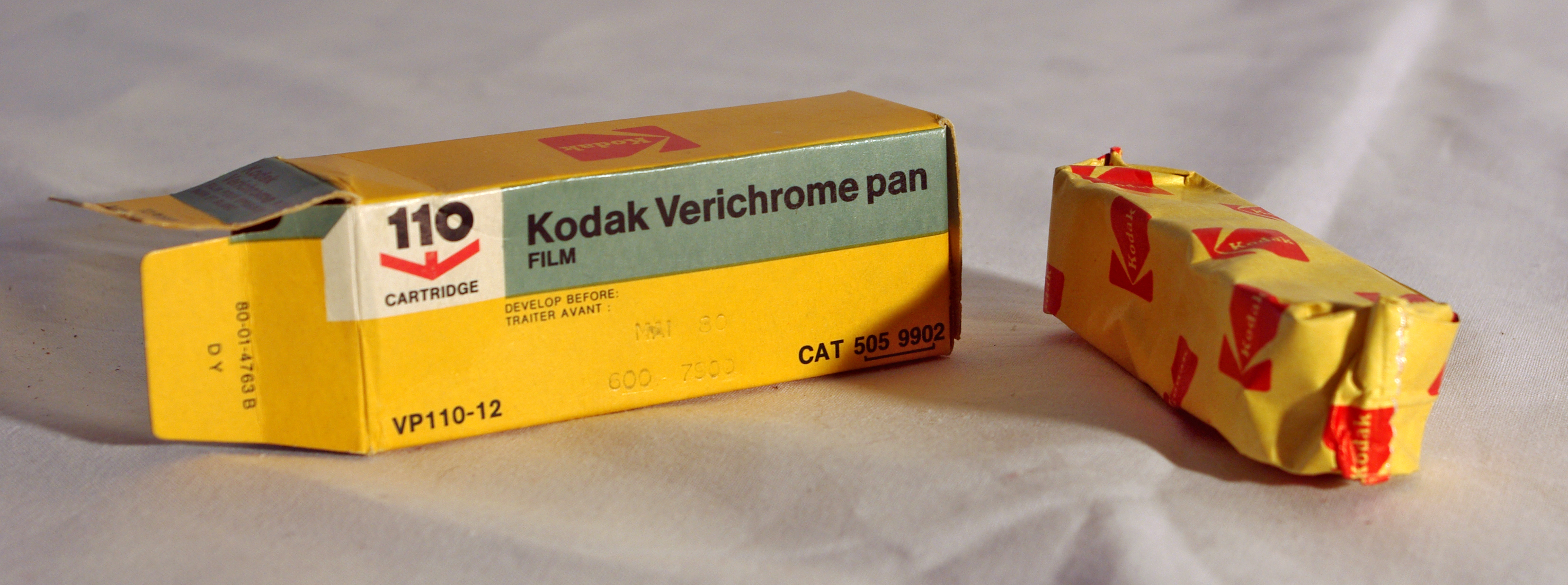
Kodak Verichrome 110-film
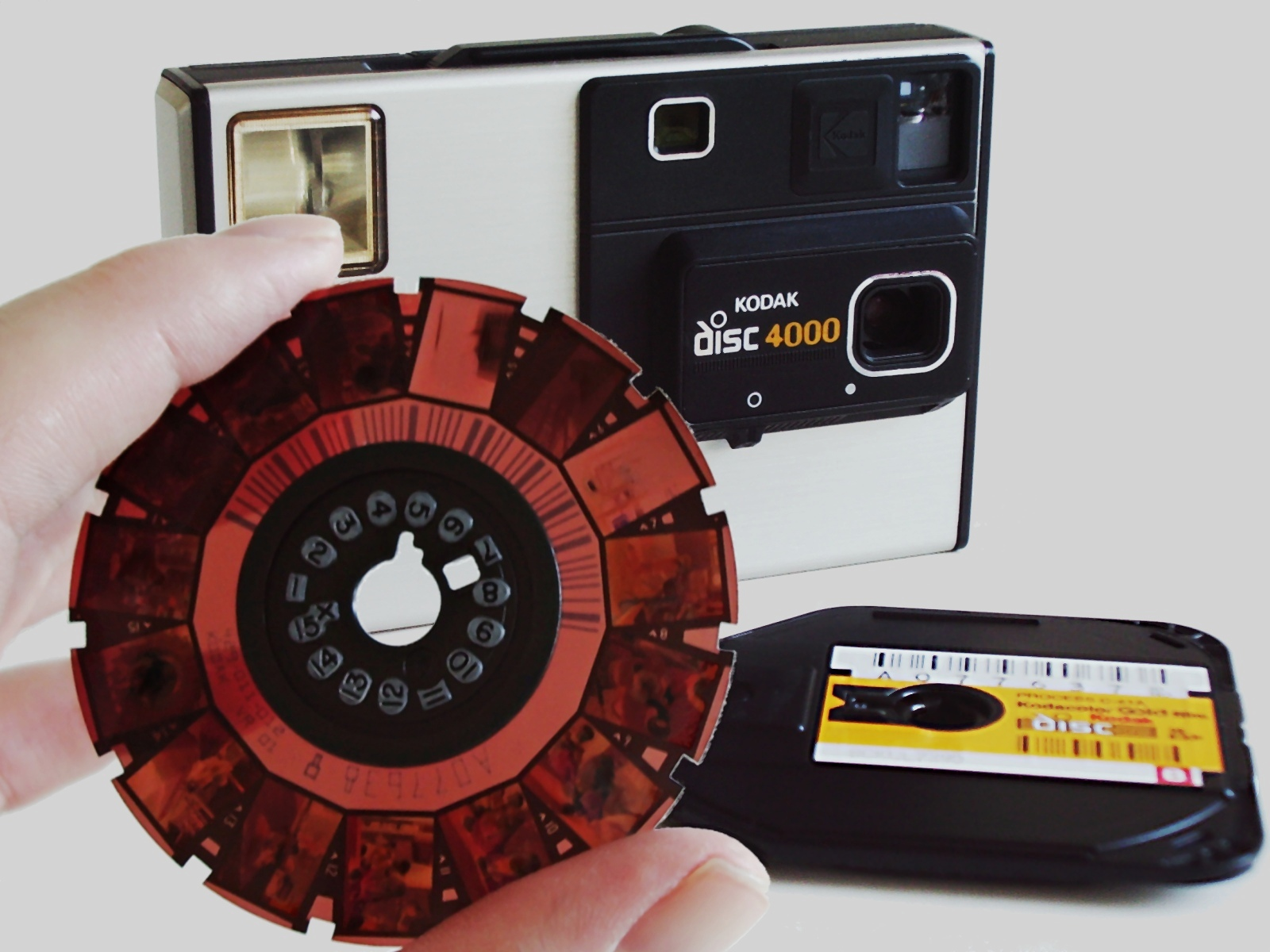
Disc-film från Kodak
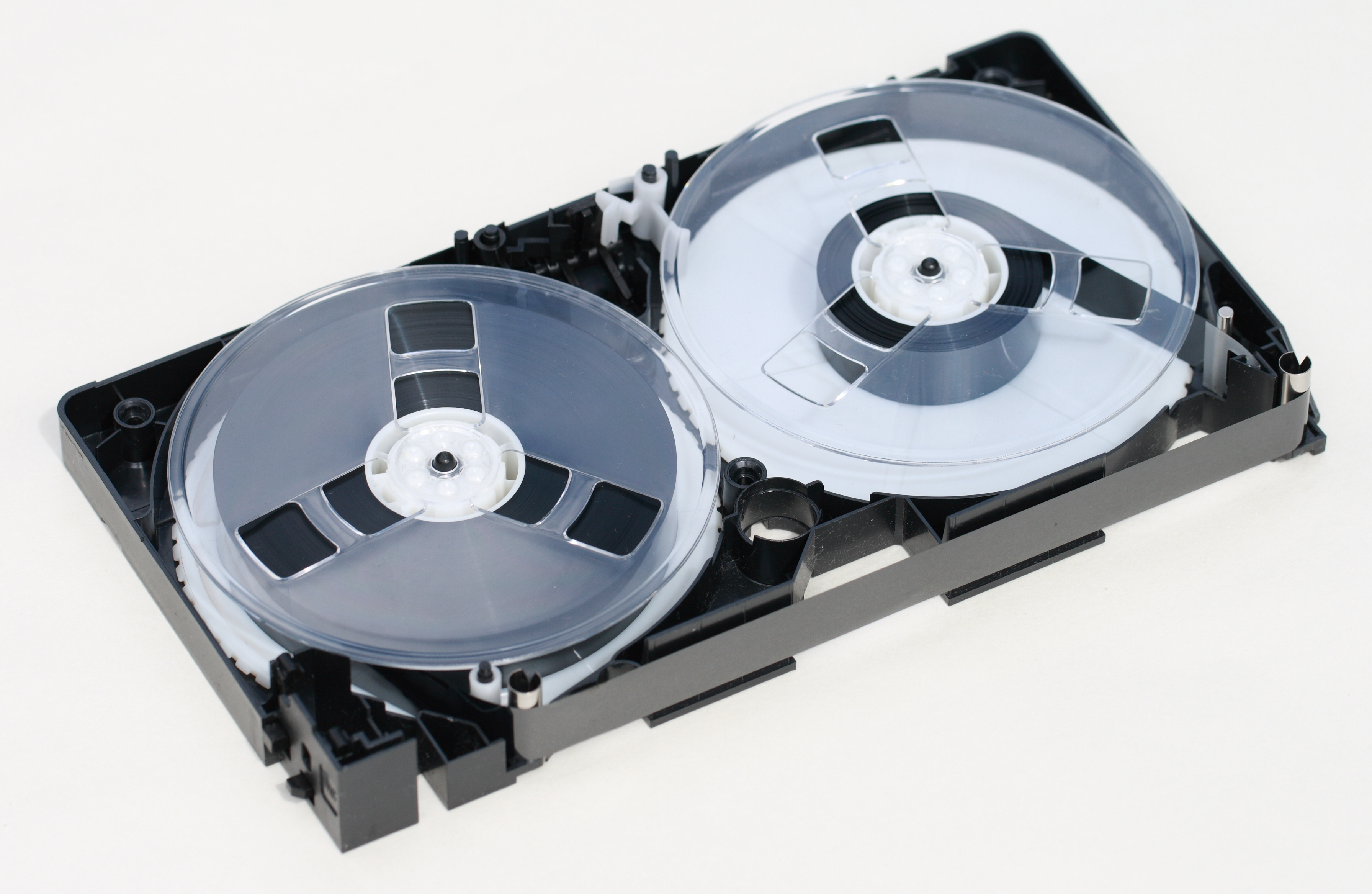
Illustrativt isärplockad VHS-kassett
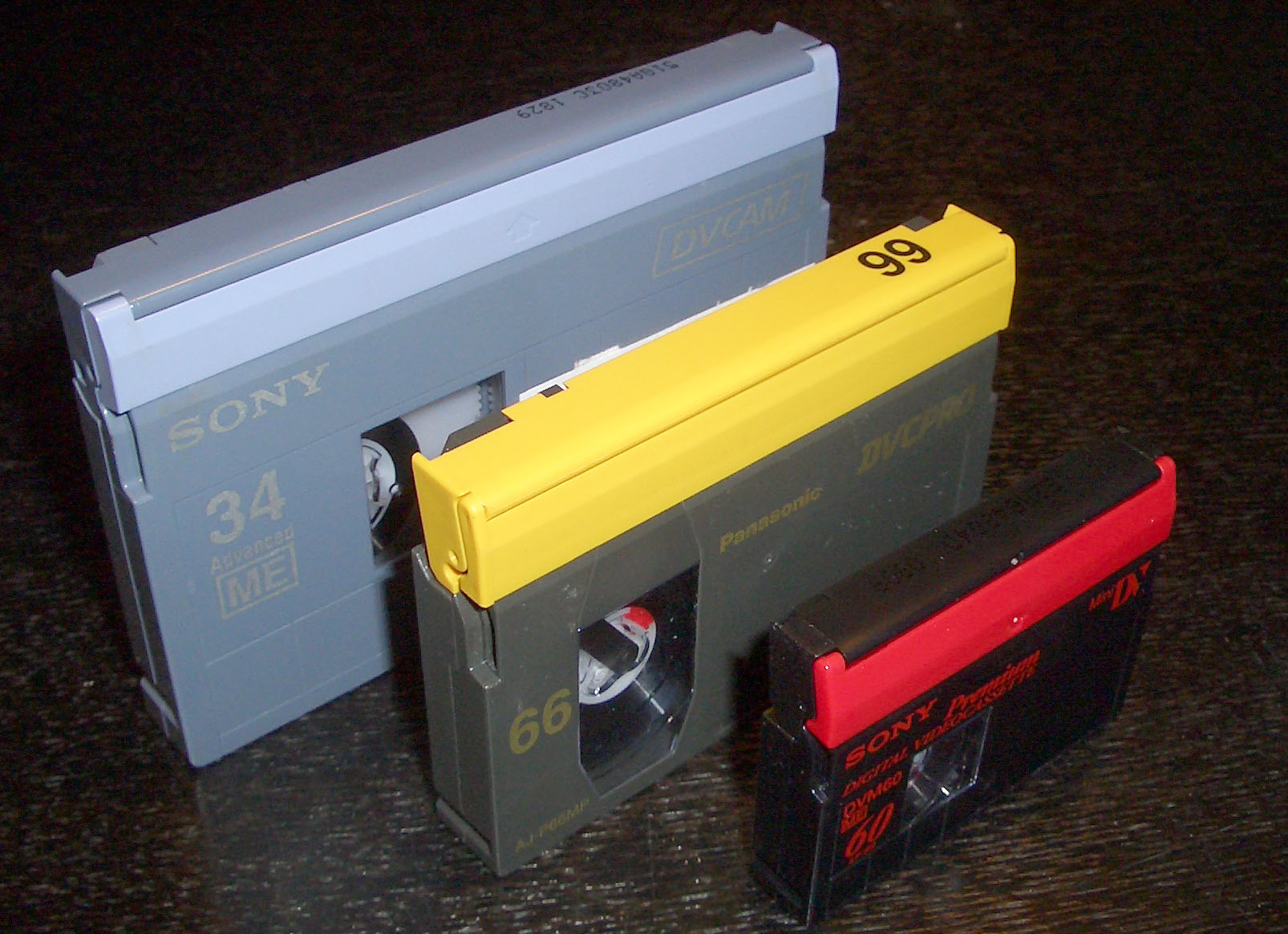
DVCAM-L, DVCPRO-M och MiniDV-kassetter
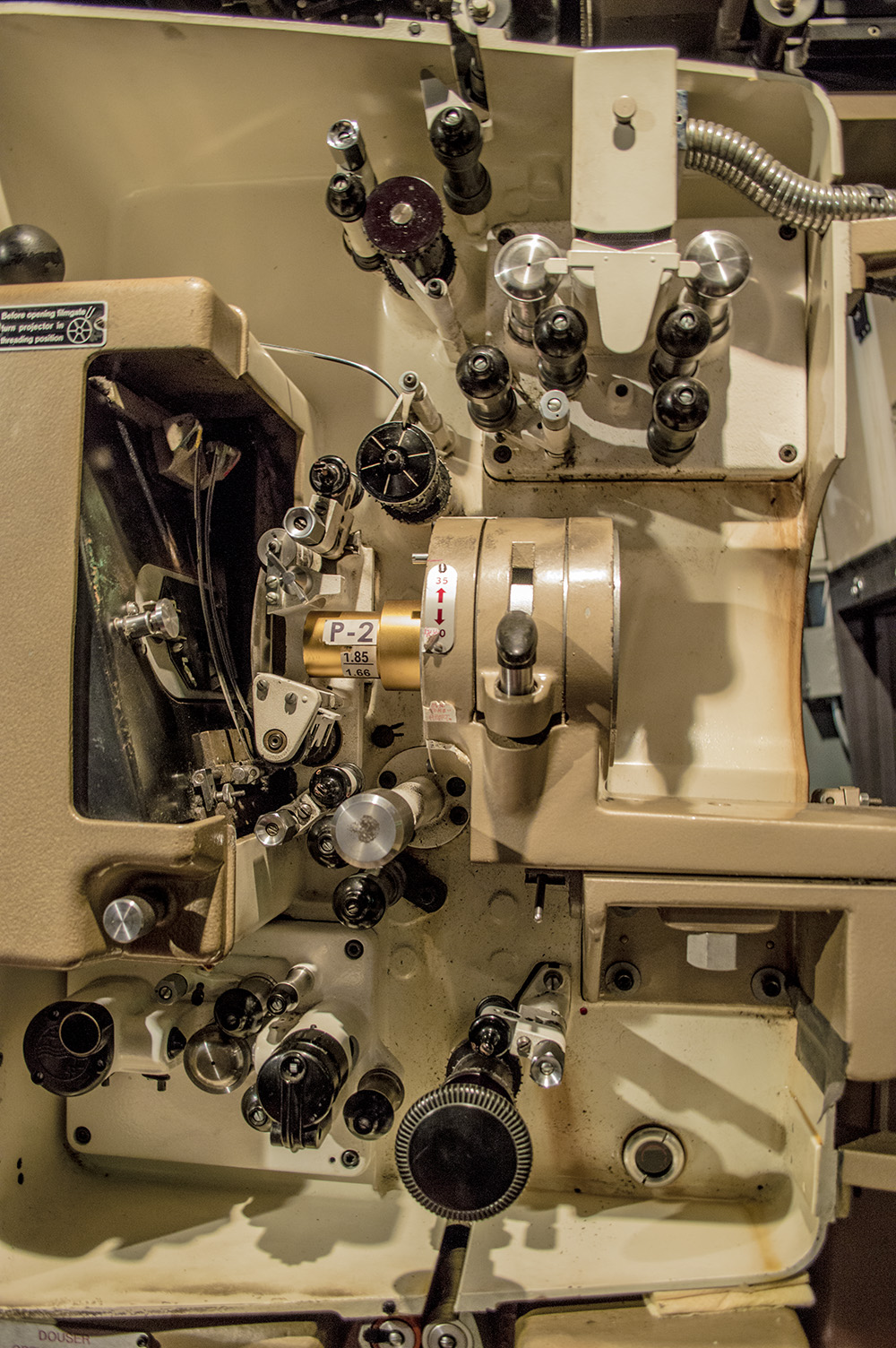
Innanmätet av projektor för uppspelning av 70-mm-film för rörliga bilder